# Форначе (Павија)
Форначе (итал. Fornace) је насеље у Италији у округу Павија, региону Ломбардија.
Према процени из 2011. у насељу је живело 107 становника. Насеље се налази на надморској висини од 78 м.